# カワサキ・ニンジャRR
ニンジャRR（Ninja RR）は、過去に東南アジア市場向けに市販された川崎重工業のオートバイで、軽2輪のスポーツツアラーである。2サイクルエンジン搭載車では、初めてニンジャ（Ninja）のネーミングが冠された。いずれも、2サイクル水冷単気筒150ccエンジンであるが、正規の車名に排気量が含まれていない。派生車種には、Ninja SSとNinja Rが存在する。外観が全く異なる同一名称のモデルが、2012年・2013年に販売されていた。

## 概要
- カワサキ・ニンジャRR (タイ) - 当時の東南アジア市場で、カワサキのスポーツバイクの最上位機種である。KR150以来の伝統を持つ水冷2サイクル単気筒エンジンを採用しており、前モデルKRR150の意匠を纏うものの、新型モデルとして2006年 - 2013年にわたり、タイおよびマレーシア市場向けに製造販売していた。新たに始まる排出ガス規制に適合出来ないため、タイカワサキでの製造販売が中止された。
- カワサキ・ニンジャRR (インドネシア) - 移管されたインドネシアカワサキにて、インドネシア向けモデルとして2012年 - 2015年にわたり製造販売された。タイカワサキ製と異なり、外観等をフルモデルチェンジした新型車種である。また、排出ガス規制のEURO2に適合しているため、タイカワサキ製よりも最高出力が抑えられている。